# Morgan Stanley

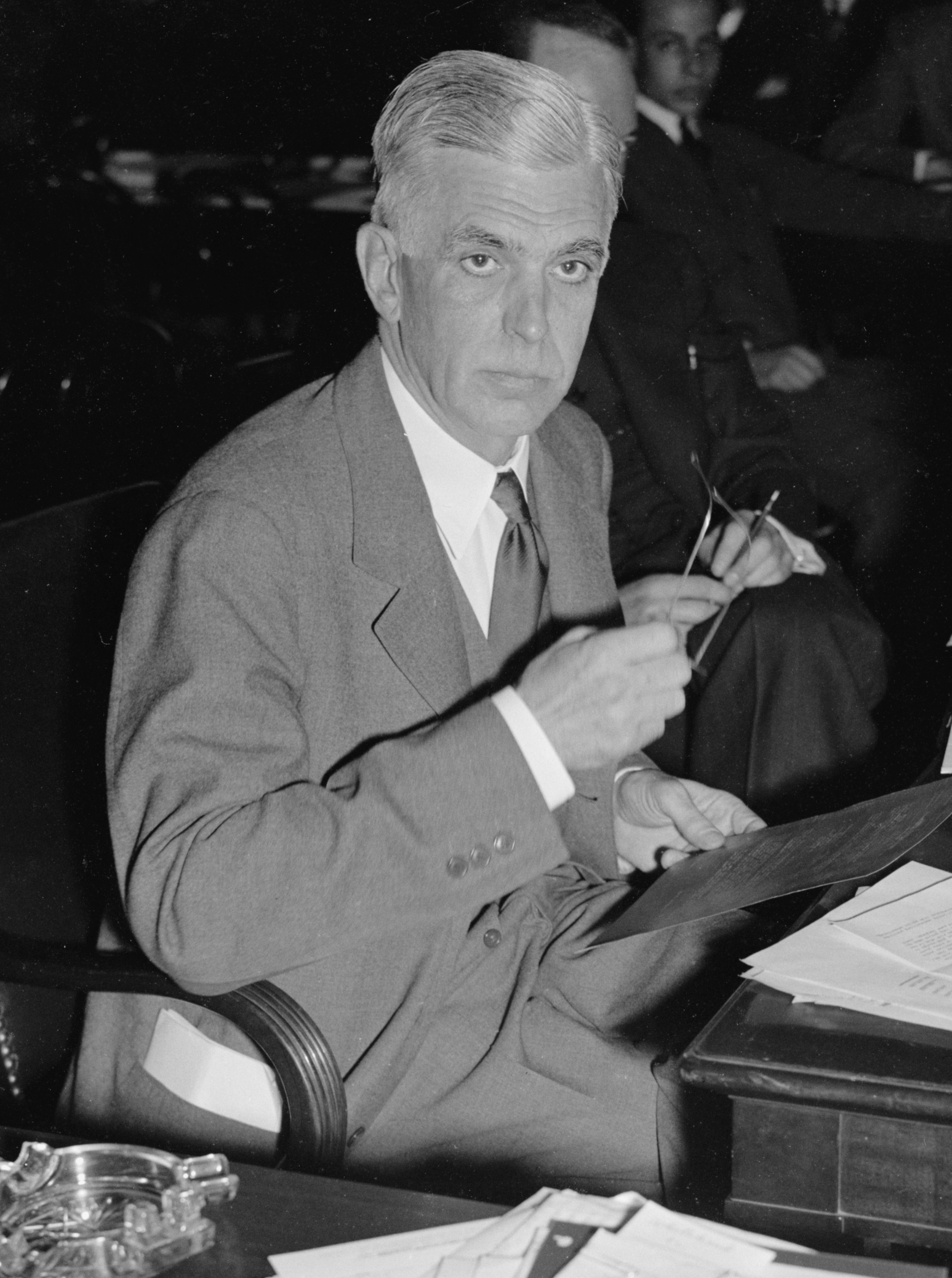
Harold Stanley

Morgan Stanley is een Amerikaanse bank.

## Activiteiten
De drie hoofdactiviteiten van Morgan Stanley zijn:
- Institutional Securities, dit is de handel in effecten, financiële derivaten en grondstoffen voor klanten en voor eigen rekening. Dit onderdeel brengt ook bedrijven naar de beurs en plaatst leningen in de markt. Verder adviseert het grote corporaties omtrent fusies & overnames.
- Wealth Management, het vermogensbeheer voor rijke particulieren. Dit onderdeel had per eind 2014 een vermogen van 2000 miljard dollar onder beheer.
- Investment Management, dit kleine bedrijfsonderdeel doet aan vermogensbeheer door middel van traditionele beleggingsfondsen, private equity investeringen en vastgoedbeleggingen.

## Geschiedenis
De zakenbank is opgericht in 1935 als afsplitsing van JPMorgan & Co. Door de Glass-Steagall Act werd het namelijk verboden om zakenbank en particuliere bank tegelijkertijd te zijn. Harold Stanley (1885–1963) was een partner in de bank en ging over naar de zakenbank samen met Henry Morgan (1900-1982), de zoon van John Pierpont Morgan jr.. Het bedrijf vestigde zich op 16 september 1935 op Wall Street nummer 2 te New York. Het was uitsluitend actief op de binnenlandse markt, maar in 1967 werd Morgan & Cie International opgericht in Parijs om zo actief te worden in Europa. In 1970 volgde een kantoor in Tokio.
In 1986 werden de aandelen Morgan Stanley op de New York Stock Exchange genoteerd. Met het geld dat ze bij beleggers ophaalden werd het internationale netwerk uitgebreid met vestigingen in Frankfurt, Luxemburg, Milaan, Hongkong, Melbourne, Sydney en Zurich en werden de kantoren in London en Tokio uitgebreid. In 1997 volgde de fusie met Dean Witter Reynolds en de creditcard maatschappij van Sears Roebuck, Discover. Een tijd lang heeft de onderneming dan ook Morgan Stanley Dean Witter Discover & Co geheten. In 2001 is de naam weer Morgan Stanley geworden.
Tijdens de kredietcrisis kwam ook Morgan Stanley in 2008 in financiële problemen. De balans werd verkort door risicovolle investeringen en beleggingen te reduceren. Dit was onvoldoende en Morgan Stanley moest gered worden. Op 22 september 2008 werd Morgan Stanley omgevormd tot een financiële holding. Hiermee viel het onder het toezicht van de Federal Reserve Bank, maar kon het ook geld lenen van de Amerikaanse centrale bank. Verder was een grote Japanse bank, Mitsubishi UFJ Financial Group, bereid voor US$ 9 miljard een belang van 21% te kopen in het bedrijf.
In 2008 kwam concurrent Citigroup in financiële problemen en verkocht een aandelenbelang van 51% van de vermogensbeheerafdeling aan Morgan Stanley voor US$ 2,7 miljard. De twee gingen samen als Morgan Stanley Smith Barney. Bij deze koop waren ook afspraken gemaakt voor een geleidelijke verdere aankoop door Morgan Stanley. In 2012 kon de laatste zijn belang uitbreiden naar 65%, maar Citigroup besloot alle aandelen te verkopen. Na de transactie werd de naam gewijzigd in Morgan Stanley Wealth Management.
In februari 2020 maakte Morgan Stanley een bod van US$ 13 miljard bekend op alle aandelen E-Trade. E-Trade biedt diensten aan mensen aan die wel kunnen en willen beleggen, maar onvoldoende vermogen hebben om hun vermogensbeheer uit handen te geven. E-Trade telt ruim vijf miljoen klanten met een totaal vermogen van US$ 360 miljard. Morgan Stanley hoopt hiermee nieuwe klanten aan te trekken die op termijn wel de diensten van Morgan Stanley kunnen afnemen en verder krijgt het een betere toegang tot de elektronisch handelsplatformen. Op 2 oktober 2020 was de overname van E-Trade afgerond.